# Лунь лучний
Лунь лучний (Circus pygargus) — хижий птах родини Яструбові (Accipitridae) ряду Соколоподібні (Falconiformes), один з чотирьох видів роду Лунь (Circus), що зустрічаються в Україні. Гніздовий, перелітний птах.

## Зовнішній вигляд

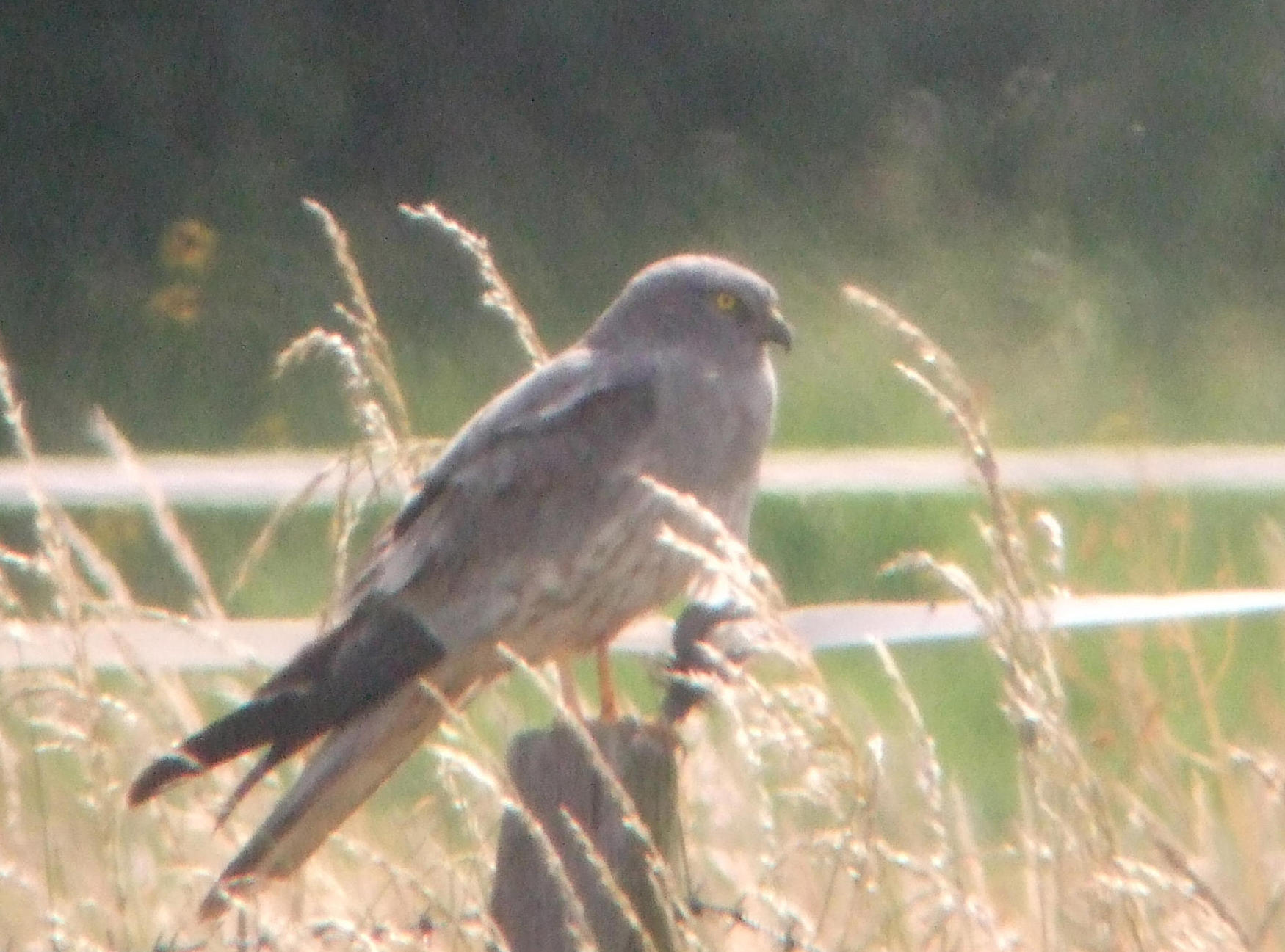
Самець

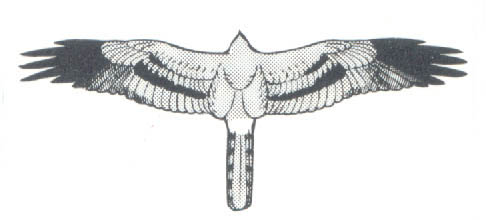
Силует у польоті — добре помітні повністю чорні першорядні махові та дві темні смуги на нижньому боці крила

Птах середнього розміру. Схожий на луня польового та луня степового, але самець темніший, сіро-сизий. Черево біле з рудими поздовжніми плямами. Першорядні махові повністю чорні, на крилі чорна поперечна смуга. Надхвістя сірувате (не біле). Самка і молодий птах подібні до таких у польового луня, але мають вужче біле надхвістя. Довжина тіла самця — 410—465 мм, маса тіла — в середньому 275 г. Довжина тіла самки — 470—520 мм, маса тіла — в середьому 355 г.
Дорослий самець лучного луня від дорослого самця польового і степового лунів відрізняється темними смугами на крилах і рудими рисками на грудях та череві; доросла самка від дорослої самки польового і степового лунів — більш чіткими темними щоками в поєднанні зі світлішою шиєю, але достовірно дорослу самку та молодого птаха від дорослої самки та молодого степового луня відрізнити важко.

## Ареал виду та його поширення в Україні
Гніздовий ареал охоплює майже всю Європу (за винятком, Скандинавського півострова та північних районів Росії), південну половину Західного Сибіру, Північний Казахстан, Закавказзя. Райони зимівлі лунів з Європи знаходяться в Екваторіальній та Південній Африці.
Майже вся територія України входить до гніздового ареалу, крім Карпат та Кримських гір, в Поліссі та Лісостепу чисельність набагато вища, ніж у степу.

## Чисельність і причини її зміни
Популяція в Європі нараховує 35—65 тис. пар, що становить 50—74 % світової чисельності. На території України гніздиться приблизно 2-3 тис. пар. Найвища щільність у Рівненській області, де, наприклад, на 8 км вздовж р. Льва нараховують 6 гніздових ділянок. В Україні протягом останніх 20 років відбувається скорочення чисельності, спричинене масштабним осушенням боліт в Поліссі та Лісостепу, необдуманим застосуванням пестицидів на великих площах, масовою кампанією по знищенню хижих птахів, в тому числі лунів.

## Особливості біології

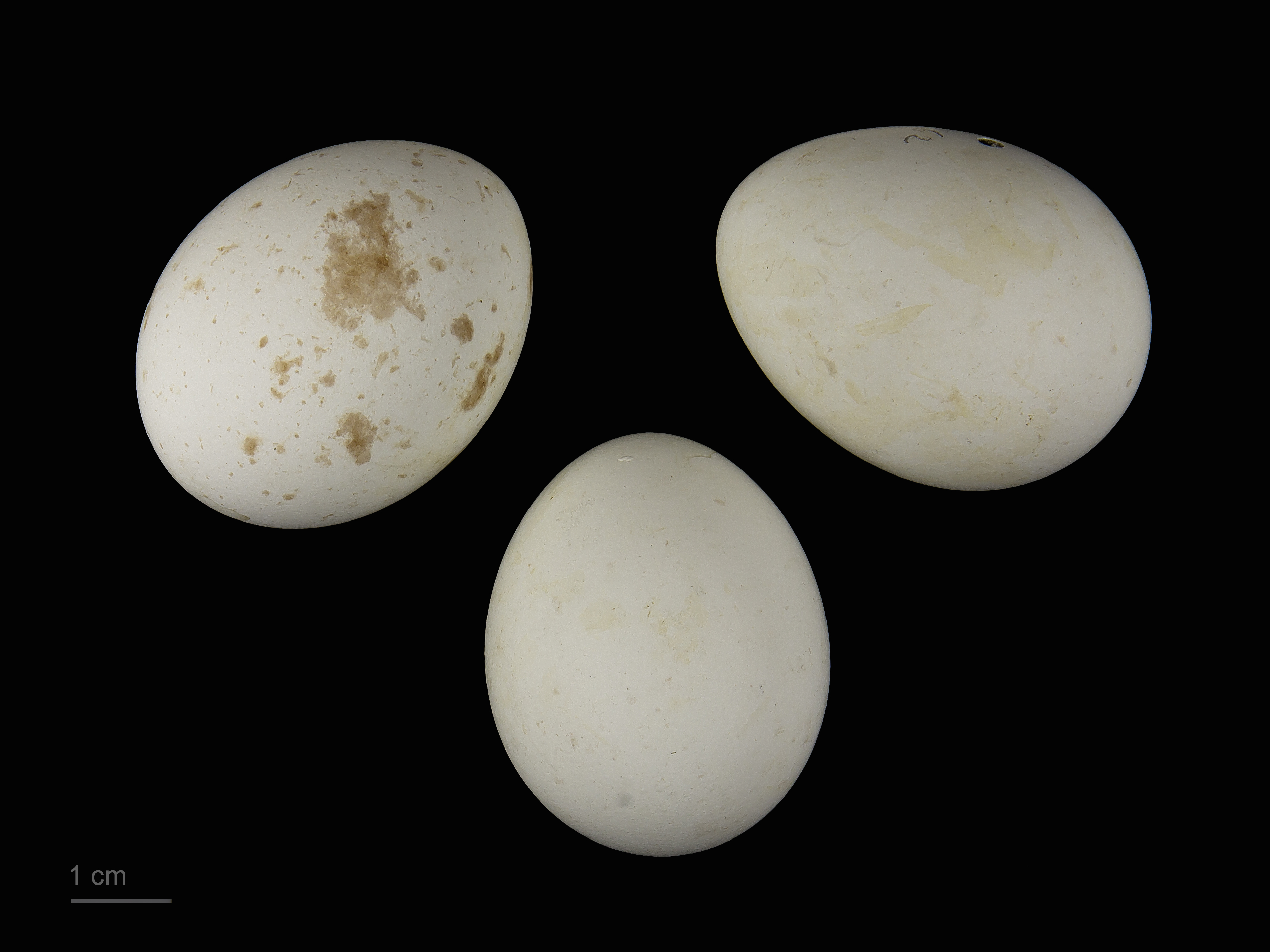
Яйця луня лучного в оологічній колекції, Тулузький музей

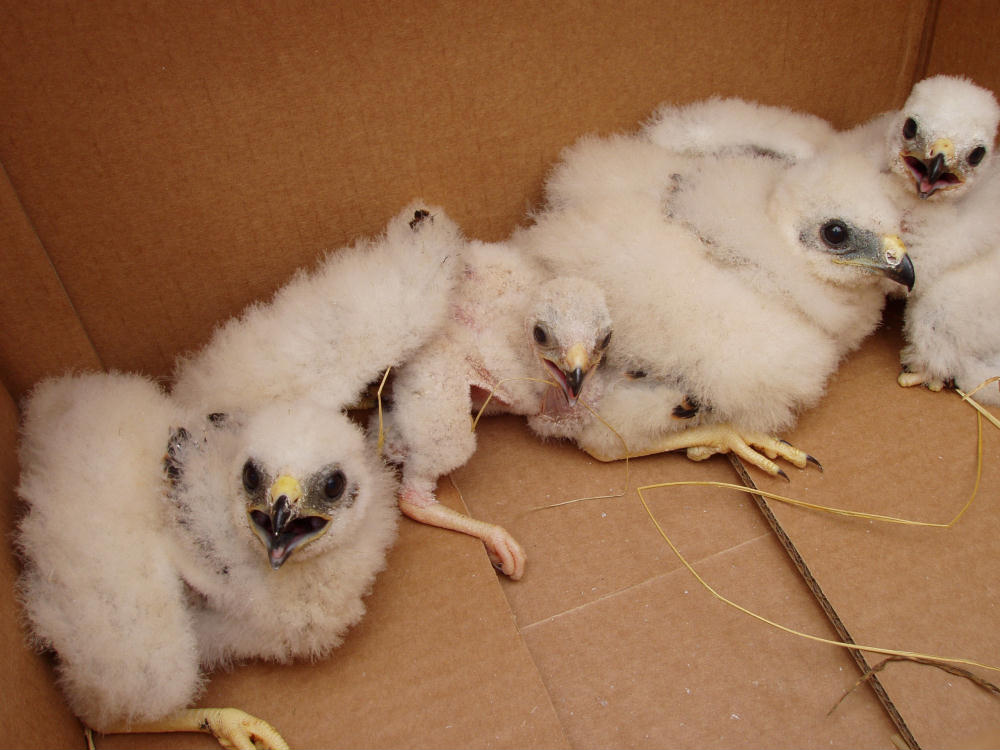
Різновікові пташеняти

Типовий мігрант, взимку на території України не трапляється. Весною на місця гніздування прилітає на 10-15 днів пізніше, ніж інші луні — у II-й та III-й декадах квітня.
У центральних та північних районах країни найтиповішими біотопами, де тримається цей лунь, є вологі луки, заболочені низини, болотні системи, в тому числі й осушені. У південній частині оселяється в долинах річок, на рисових чеках, поблизу лиманів тощо.
Гнізда влаштовує завжди на землі серед густої і високої трави. Зазвичай відкладає 4-5 яєць, але може бути від 3 до 10. Кладку насиджує тільки самка, протягом 27-40 діб (в залежності від кількості яєць).
Осіння міграція проходить порівняно рано − у серпні та вересні.
Полює на найрізноманітніших тварин, від комах до плазунів, жаб, дрібних птахів, мишей, нориць, але основу раціону все-таки складають мишоподібні гризуни.

## Охорона
Включено до Переліку видів птахів особливої європейської уваги (Категорія 4, статус «Безпечний»). Включено до Червоної книги України (2009), до Конвенції з міжнародної торгівлі вимираючими видами дикої фауни і флори (CITES) (Додаток ІІ), Боннської (Додаток ІІ) та Бернської (Додаток ІІ) конвенцій.
В Україні охороняється у заповідниках та національних парках, які знаходяться в Поліссі та Лісостепу. Для вчасного виявлення негативних тенденцій у стані виду необхідно вести моніторинг популяції. З метою кращої охорони бажано розвивати мережу територій, які мають важливе значення для цього виду. Необхідно вести природоохоронну пропаганду серед населення, зокрема по збереженню гнізд хижих птахів та роз'яснювати їх значення в природі.